# Claude Ber
Pour les articles homonymes, voir Ber.
Claude Ber (pseudonyme de Marie-Louise Paule Clémence Issaurat-Deslaef), née à Nice le 13 juillet 1948, est une poétesse, essayiste et autrice dramatique française.

## Publications
Poésie
- Lieu des Epars, éd. Gallimard 1979.
- Sinon la Transparence, 1996 réédition éd. de l’Amandier, 2008
- La Mort n’est jamais comme (Prix international de poésie francophone Yvan-Goll 2004), réédition 5ème éd. Bruno Doucey 2019
- Vues de vaches, photographies de Cyrille Derouineau, éd. de l’Amourier, 2009.
- Epître Langue Louve, éd de l'Amandier, 2015
- Il y a des choses que non, éd. Bruno Doucey, 2017

Théâtre
- Indianos, éd. Cahiers de l’Égaré, 1990.
- Monologue du preneur de son pour sept figures, éd. Via Valeriano-Léo Scheer, 2003, réédition Éditions de l'Amandier 2013.
- Orphée Market, éd. de l’Amandier, 2005.
- La Prima Donna suivi de L'Auteurdutexte, 1996 réédition, éd. de l’Amandier, 2006.

Recueil de conférences
- Libres paroles, éd. Le Chèvre-Feuille Étoilée, 2003, réédition augmentée Libres paroles Éditions Chèvre-feuille étoilée, 2011
- Aux dires de l’écrit, recueil de conférences et articles sur l’écriture, Éditions Chèvre-feuille étoilée 2012.

Livres d'artistes
- Dix textes sur dix sérigraphies de Bernard Boyer Paris CREDAC 1988.
- Pixels, Livre d’artiste, Éditions du Presse Papier - Trois Rivières, 2005.
- Rotrouange des bien aimés, édition franco-russe, traduction Anne Arc, illustrations Serge Chamchinov, Éditions de bibliophilie contemporaine Transignum 2006.
- Estampillé, Éditions de bibliophilie contemporaine Transignum, 2008.
- Habits à lire, Éditions de bibliophilie contemporaine Transignum, 2010.
- Ardoises, Éditions de bibliophilie contemporaine Transignum, 2010.
- Billet poème, Éditions Le billet-poème 2011.
- Boîtes Noires, Éditions de bibliophilie contemporaine Transignum, 2011.
- Je marche, photographies d’Adrienne Arth, Éditions Les cahiers du Museur, coll À côté, 2011.
- A l’Angle, gravures Serge Chamchinov, Éditions de bibliophilie Serge Chamchinov, 2011.
- Ecorces, gravures de Judith Rotchild, Éditions Verdigris, 2012[2].
- L’atelier de Marc Giai-Miniet, Maison de la Poésie de Saint Quentin en Yvelines, 2013.
- Les Pourpres, Livre d’artiste texte Claude Ber, peinture Anne Slacik, Éditions AEcrages 2015.
- Franchir,  Livre d’artiste, texte Claude Ber, peintures Robert Lobet, Éditions de la Margeride 2015.
- Paysages de cerveau, texte Claude Ber, photographies Adrienne Arth, Éditions Fidel Anthelme 2015.

Littérature jeunesse
- Alphabêtes, éd. Lo Pais d'Enfance, 1999.

Ouvrages maçonniques
- Lumière et Lumières, la franc-maçonnerie entre transmission initiatique et vocation émancipatrice, Éditions du Droit humain, 2023[3].

Publications collectives
- Superfuturs, fictions, Éditions Denoël, 1986.
- Une œuvre de Georges Autard, essai, Éditions Muntaner, 1994.
- La Sagesse, essai, Éditions Autrement, 2000.
- La Langue à l'œuvre, essai, Éditions Maison des Écrivains - Presse du réel, 2001.
- Les Écritures scéniques, essai, Éditions de l’Entretemps, 2001.
- Couleurs Solides, fictions, Éditions Marsa, 2003.
- Le corps met les voiles, essai, Éditions Le Chèvre-Feuille Étoilée, 2003.
- Méditerranée, d’une rive l’autre, poésie, photographies d’Adrienne Arth, Éditions de l’Amandier, 2007.
- Aux passeurs de poèmes, essai, Éditions CNDP / Le printemps des poètes, 2009.
- Voix de l’Autre, Actes du colloque Littératures, Université de Clermont-Ferrand, Éditions PUF 2010.
- Burqa ?, essai, Claude Ber, Wassyla Tamzali, Éditions Le Chèvre-Feuille Étoilée, 2010.
- Que peut la littérature en ces temps de détresse, Correspondances, Cahiers du Pen Club, Éditions Calliopées, 2011.
- Style et création littéraire, Actes du colloque Université de la Sorbonne, Paris, 2011.
- La vie, je l’agrandis avec mon stylo, Éditions Théâtrales, 2012.
- Le ventre des femmes, fictions, Éditions BSC publishing, 2012.
- La poésie comme espace méditatif, sous la direction de Béatrice Bonhomme et Gabriel Grossi, Éditions Classiques Garnier 2015
- Genre Révolution Transgression,  sous la direction de Jacques Guilhaumou, Karine Lambert & Anne Montenach, dir.Collection : Penser le genre, Domaine Histoire générale, Presses Universitaires de Provence, Aix-Marseille Université, 2015

Anthologies
- De Godot à Zucco, anthologie des auteurs dramatiques de langue française 1950-2000 par Michel Azama, Editions Théâtrales 2003.
- Métamorphoses, Éditions Seghers Poésie d’abord, 2005.
- Le Chant des Villes - Anthologie du Manoir des Poètes dirigée par Maggy de Coster, Editions Dianoïa, 2006.
- Anthologie Amicale des Poètes des Parvis Poétiques, Éditions La Passe du vent, juin 2007.
- La poésie est dans la rue, 101 poèmes contestataires, Éditions Le Temps des cerises 2008.
- L’Année Poétique 2008, Anthologie Seghers, Éditions Seghers, 2008.
- Richesse du livre pauvre par Daniel Leuwers, Éditions Gallimard 2008.
- Poésie Gratte-Monde, Revue Bacchanales, Maison de la Poésie Rhône Alpes, 2009.
- Et si le rouge n’existait pas, Éditions le Temps des cerises 2010.
- Couleurs Femmes, - 60 femmes d'aujourd'hui, Éditions Le Castor astral 2010.
- Anthologie 21 Québec, 2010.
- Nous la multitude, Anthologie établie par Françoise Coulmin, Éditions le Temps des cerises 2011.
- Anthologie BIPVAL (Biennale des poètes en Val-de-Marne) 2011, Action Poétique, 2011.
- Anthologie de la poésie érotique féminine française contemporaine, Giovanni Dotoli,  Éditions Hermann 2012.
- Enfances, anthologie Printemps des poètes 2012, Éditions Bruno Doucey, 2012.
- Pas d’ici, pas d’ailleurs - Anthologie poétique francophone de voix féminines contemporaines, Editions Voix d’encre, 2012.
- Les voix du poème, anthologie Printemps des poètes 2013, Éditions Bruno Doucey, 2013.
- La poésie au cœur des arts, anthologie Printemps des poètes 2014, Éditions Bruno Doucey, 2014.
- L’insurrection poétique, Manifeste pour vivre ici, Éditions Bruno Doucey, 2015.
- Du Feu que nous sommes, Anthologie poétique, Abordo Éditions, 2019.

## Études critiques sur Claude Ber
- Revue AUTRE SUD no 42 février 2009, dossier Claude Ber.(contributions de Marie-Claire Bancquart, Pierre Dubrunquez, Alain Freixe, Joëlle Gardes, Jacques Lovichi, Gérard Noiret, André Ughetto ...)
- Claude Ber, poète de Théâtre, Faïza Tabti, MASTER 1 de littérature française sous la direction de M. Sylvain Ledda, maître de conférences en littérature et arts à l'Université de Rouen (2008-2009).
- Claude Ber, le civisme de l’inquiétude Jean-Luc Despax Université de Haïfa : 11-12-13 janvier 2010.
- Revue NU(E) no 51 octobre 2012, consacrée à Claude Ber, volume coordonné par Joëlle Gardes (professeur des universités à Paris IV-Sorbonne (no 51, 2012. Contributions de Michel Azama, Marie-Claire Bancquart, Béatrice Bonhomme, Mounira Chatti, Benoît Conort, Jean-Luc Despax, Giovanni Dotoli, Alexandre Eyriès, Jacques Fournier, Alain Freixe, Joëlle Gardes, Kim Ong Van Cung Sang, Angèle Paoli, Alexis Pelletier, Patrick Quillier, Thomas Vercruyce ...)
- Revue POÉSIE PREMIÈRE No 55, Les voix du poème, avril 2013, dossier Claude Ber.
- Revue ESPRIT No 409, novembre 2014, "Claude Ber résistance et lucidité" par Jacques Darras.

## Prix et distinctions
- Prix international de poésie francophone Yvan-Goll
- Ordre national de la Légion d'honneur